# Shigesato Itoi
Shigesato Itoi (糸井 重里 Itoi Shigesato?), nacido el 10 de noviembre de 1948 en Maebashi,  Gunma) es un redactor japonés famoso y ensayista, aunque es más conocido fuera de Japón como un diseñador de juegos por su trabajo en la serie de Nintendo: MOTHER, en EUA llamado EarthBound. 
Itoi estableció la compañía Ape, Inc. como un lugar para que los desarrolladores externos ayudaran a crear juegos para Nintendo, ahora es conocida como  Creatures Inc., compañía afiliada a The Pokémon Company. Sus actividades "normales" se centran en torno a su blog / sitio web, The Itoi Pretty-Much-Daily News (ほぼ日刊イトイ新聞 Hobo Nikkan Itoi Shinbun?), que publica ensayos breves de su estilo de vida y la espiritualidad, y también sus entrevistas con artistas, artesanos, comerciantes,etc., que también tienden a centrarse en las cuestiones filosóficas. Itoi también ha coescrito varios libros sobre el modelo de estas entrevistas, en el que tiene una serie de largas conversaciones con, por ejemplo, un experto en neurología (kaiba, el hipocampo), acerca de cómo vivir como un ser humano en el mundo.
Los Beatles tienen una fuerte influencia en su trabajo, y también en su forma de vida. Se siente muy cercano a John Lennon, porque ambos tenían un padre ausente.
De sus amigos destacan Akira Maeda, Kyon-Kyon y Tomofusa Kure.

## Curiosidades
- En la traducción al inglés de MOTHER, el 2° nombre de Itoi es el nombre del monte Mt. Itoi.
- En EarthBound y Mother 3, su voz real puede ser escuchada en la pantalla de nombres, diciendo "OK 's' ka?" (オーケーデスカー？) y "Voice 1101" (ＶＯＩＣＥ１１０１), respectivamente.
- Su fuente de inspiración al crear a Giygas fue una experiencia traumática de su infancia en la que accidentalmente entró a una sala de cine para adultos. En ese momento, se proyectaba una película de 1957 en la cual un hombre le agarraba los pechos a una mujer "Kenpei to Barabara no Shibijin" (憲兵とバラバラの死美人?  en español: "El oficial de policía y la belleza desmembrada") Archivado el 25 de enero de 2011 en Wayback Machine.. Itoi alcanzó a ver lo que creía que era escena de una violación. Itoi cometió un error, debido a que no era una violación, sino un asesinato de estrangulamiento.